# Cherianella narayani
Cherianella narayani is een vliesvleugelig insect uit de familie van de Eucharitidae. De wetenschappelijke naam is voor het eerst geldig gepubliceerd in 1994 door T. C. Narendran.